# Cebulowa Skała

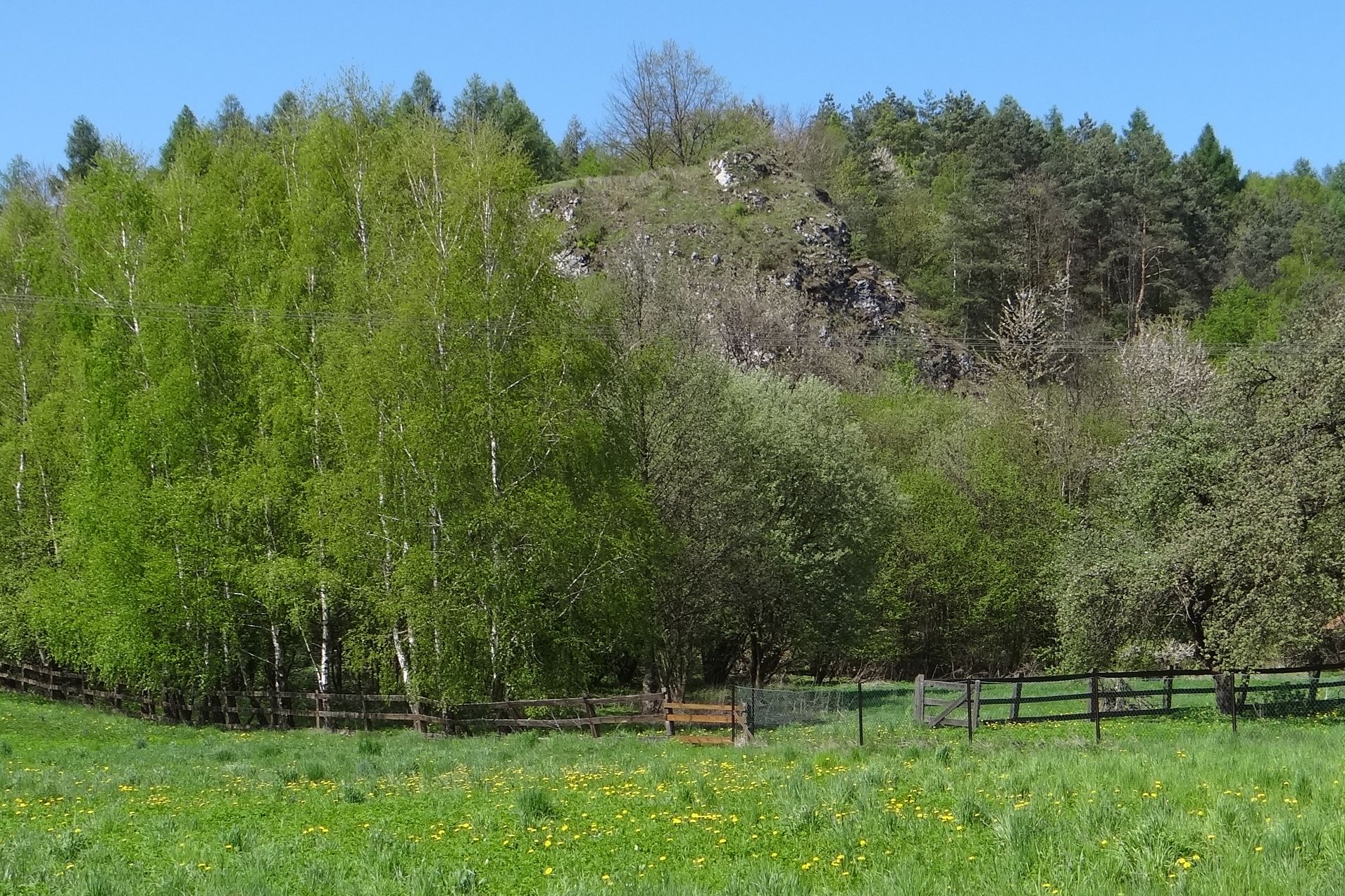
Widok na Cebulową z drogi Brzezinka – Łączki Kobylańskie

Cebulowa Skała – skała o wysokości 290 m n.p.m. w orograficznie prawych zboczach Doliny Będkowskiej. Znajduje się w Łączkach Kobylańskich będących częścią wsi Kobylany w województwie małopolskim, w powiecie krakowskim, w gminie Zabierzów. Odsłonięty, skalisto-piarżysty jest jej stromy stok południowo-wschodni, poza tym jest porośnięta lasem. Jest widoczna z drogi od Brzezinki do Łączek Kobylańskich.
Nazwę Cebulowa Skała i opisane powyżej położenie na prawym brzegi Doliny Będkowskiej podaje Geoportal i mapa Compass. Wspinacze skałkowi wymieniają w Dolinie Będkowskiej 22 drogi wspinaczkowe na Cebulowej Skale. Zaznaczona na mapach Geoportalu i Compassu Cebulowa Skała zupełnie jednak nie nadaje się do wspinaczki skalnej. Wspinacze pod nazwą Cebulowa Skała wymieniają skałę na mapie Geoportalu opisaną jako Szeroki Mur. Również podane przez nich współrzędne wskazują na Szeroki Mur. W rachubę może wchodzić także blisko niej znajdująca się skała Dziadek. Obydwie te skały znajdują się na wzniesieniu Żarnowa na przeciwległych, lewych zboczach Doliny Będkowskiej, na północny wschód od Cebulowej Skały, w odległości około 400 m w prostej linii. Skały na wzniesieniu Żarnowa obecnie jednak przestały interesować wspinaczy skalnych. Brak ich w przewodniku P. Haciskiego i na internetowych portalach wspinaczkowych, ich otoczenie jest zarośnięte chaszczami, brak ścieżek pod skałami i śladów wspinania.